# The Beast Within: A Gabriel Knight Mystery
The Beast Within: A Gabriel Knight Mystery (también conocido como Gabriel Knight 2: The Beast Within) es un juego de aventura point-and-click y película interactiva desarrollado y distribuido por Sierra On-Line para MS-DOS, Macintosh y Microsoft Windows, y lanzado en 1995. Las escenas con personas reales están protagonizadas por los talentos de Dean Erickson y Joanne Takahashi en los roles más importantes del juego. La secuela del juego de 1993, Gabriel Knight: Sins of the Fathers, y la segunda entrega en la serie Gabriel Knight, el juego se enfoca en las vidas de Gabriel Knight, un autor que es descendiente de una familia que combate contra los males sobrenaturales, y Grace Nakimura, una estudiante que ayuda a Gabriel, cuando se ven involucrados en un nuevo caso en Alemania que se centra en un hombre lobo que ha comenzado a matar personas en la ciudad de Munich, y tiene conexiones con las vidas de dos personas famosas en la historia de Alemania.
A diferencia de su predecesor, el juego fue producido enteramente en video – una tecnología que era popular en aquel entonces en la producción de juegos, pero cara de usar. La historia del juego no solo incorpora la mitología de los hombres lobo y la rica historia de Baviera en su trama, sino que también mejora la jugabilidad, incluyendo la participación de un segundo personaje jugable para la exploración de la historia desde su perspectiva. La producción del juego incluyó cambiar a los actores de los personajes principales, debido a que los actores que prestaron sus voces en el título anterior no eran adecuados para representarlos, y usar escenarios generados con computadora para la ubicación del juego, con la filmación minimizada a dos tomas, y la grabación de voz limitada a un solo día debido al presupuesto de la producción.
The Beast Within obtuvo elogio de la crítica por su narración y caracterización, y ha aparecido en numerosas listas de «los mejores de», pero no fue un éxito comercial tras su lanzamiento. A pesar de esto, tuvo una secuela, Gabriel Knight 3: Blood of the Sacred, Blood of the Damned, en 1999.

## Jugabilidad
The Beast Within es un juego de aventuras point-and-click, jugado desde una perspectiva en tercera persona; se emplea una perspectiva en primera persona en ciertos puntos durante el juego. La historia se encuentra dividida en seis capítulos en un orden lineal, todos alternados entre los dos personajes jugables – una mitad involucra a Gabriel, y la otra mitad involucra a Grace. En cada capítulo, los jugadores deberán completar un conjunto de acciones requeridas para avanzar la historia, pero se podrán realizar en cualquier orden, y podrán conducir a acciones opcionales que proporcionarán un trasfondo de la historia y eventos del juego. Cada capítulo dispone de una variedad de ubicaciones que el jugador podrá visitar, algunas involucran un mapa visto desde arriba, que utiliza un sistema de pistas para resaltar lugares clave que tendrán acciones que se deben realizar en el capítulo. En sintonía con los juegos de Sierra de la época, habrá un contador de puntaje para controlar las acciones que hayan completado los jugadores, tanto las obligatorias como las opcionales.
En cada ubicación, el jugador podrá mover el cursor para encontrar ítems con los cuales interactuar, o lugares en los que podrá moverse a otro sitio. A diferencia de Gabriel Knight: Sins of the Fathers, el cursor es sensible al contexto, y conducirá a una acción cuando el jugador interactúe con algo, dependiendo de qué involucre la interacción – interactuar con una persona, por ejemplo, comenzará una conversación. Sin embargo, los ítems recolectados y colocados en el inventario del personaje, el cual puede ser examinado al ser seleccionado, necesitan ser convertidos en ítems activos antes de poder ser utilizados con los objetos interactivos. Otras opciones incluyen: acceder al menú principal para guardar/cargar partida, cambiar la configuración, o cerrar la partida actual; una sección de películas, permitiendo a los jugadores reproducir películas desbloqueadas durante el juego; y una opción, disponible hasta el final del capítulo, de revisar conversaciones previas como Gabriel, o revisar notas hechas por Grace. Las conversaciones se enfocan en una serie de temas, con temas adicionales que estarán disponibles a medida que el jugador progrese en la historia. En algunas situaciones, el jugador deberá superar una situación peligrosa o se arriesgará a un game over, forzándolo a reintentar, reiniciar el juego, o volver a un guardado anterior.

## Historia

### Escenario
The Beast Within toma lugar en un mundo donde las fuerzas sobrenaturales, tanto benévolas como malvadas, han existido a lo largo de la historia de la humanidad, donde cualquiera de ellas que se torne una amenaza a la humanidad será combatida por las personas especializadas en luchar contra dichos poderes. La historia incorpora la mitología de los hombres lobo, y los trasfondos históricos del rey Luis II y Richard Wagner entre 1870 y 1886, al igual que eventos ficticios en la relación entre los dos durante este periodo en la historia de Alemania. Las ubicaciones utilizadas en el juego incluyen la ciudad de Munich, el pueblo ficticio de Rittersberg, y un número de lugares alrededor del sur de Baviera, incluyendo el castillo de Neuschwanstein.

### Personajes y elenco
Los jugadores controlan a Gabriel Knight, interpretado por Dean Erickson, y Grace Nakimura, interpretada por Joanne Takahahsi, cada uno empleando un abordaje distinto a la investigación de los asesinatos en Munich y la historia detrás de ellos. En este caso, recibirán ayuda de Gerde Hull, interpretada por Andrea Martin; y Kriminalkommissar (el comisario de policía) Leber, interpretado por Nicholas Worth. Debido a las escenas con personas reales empleadas en el juego, la historia cuenta con un elenco prominente, incluyendo a Peter J. Lucas, Kay E. Kuter, Richard Raynesford, Wolf Muser, Fredrich Solms, Clement von Franckenstein; Bruce Ed Morrow, Judith Drake, Greg Bennick, Brad Greenquist y Michael Wilhelms.

### Trama
El novelista Gabriel Knight ha asumido la residencia del castillo ancestral Schloss Ritter de su familia Ritter en Rittersberg, Alemania, tras escribir un bestseller titulado «Los asesinatos vudú» basado en sus experiencias del año pasado en Nueva Orleans (Sins of the Fathers). Mientras busca inspiración para su nuevo manuscrito, Gabriel aún se está adaptando a sus nuevas responsabilidades como el último Schattenjäger —cazadores sombríos en alemán— un papel que asumieron sus ancestros para combatir contra los males sobrenaturales. Una noche, los ciudadanos locales le piden a Gabriel investigar una muerte misteriosa que creen que fue causada por un hombre lobo. Gabriel le pide a Gerde Hull, la cuidadora de Schloss Ritter, que investigue el asunto mientras que él investiga la escena del crimen en Munich.
Allí, Gabriel se entera de que hubo asesinatos recientes que la prensa y la policía local creen que fueron cometidos por lobos que escaparon del zoológico. Sin embargo, la evidencia de Gabriel apunta a un animal parecido a los lobos pero más grande. Su investigación lo lleva a un club de cacería exclusivo; su líder, el barón Friedrich Von Glower, intrigado por Gabriel y notando que viene de un linaje alemán admirable, lo recibe como miembro.
Mientras tanto, la asistente de Gabriel, Grace Nakimura, quien se había ido para atender su tienda de libros en Nueva Orleans, vuela a Rittersberg tras recibir noticias de él acerca de su nuevo caso. Se molesta cuando no consigue localizar a Gabriel y Gerde no le dice su paradero. Luego de concluir erróneamente que Gerde y Gabriel tienen una relación amorosa, se enfada e insiste en hacerse cargo de la investigación. Grace luego se da cuenta de su error y se disculpa por su comportamiento. Ella descubre una información acerca de Black Wolf, un hombre lobo que aterrorizó el área siglos atrás, y una conexión con el rey Luis II de Baviera. Grace le envía sus descubrimientos a Gabriel por medio de su abogado de familia.
En Munich, Gabriel se encuentra molesto por la llegada de Grace a Alemania, creyendo que este caso es demasiado peligroso. Para mantenerla a una distancia segura, le sugiere que investigue la conexión con Luis. Gabriel se entera de que el club de cacería tiene la filosofía de que la humanidad se ha vuelto complaciente y debería revitalizar sus instintos animales perdidos, a menudo por medio de la cacería y el hedonismo. Mientras que Gabriel sospecha del miembro del club Von Zell, también desarrolla una amistad con Von Glower.
Grace visita museos, incluyendo el castillo de Neuschwanstein de Luis II, obtiene acceso a su diario y descubre que Luis II sufrió una licantropía gracias a Black Wolf. Luis y Richard Wagner realizaron experimentos juntos para producir una combinación sonora capaz de transformar a un hombre lobo, escrita en una ópera de Wagner. Pero sus planes de exponer y matar a Black Wolf con la ópera se vieron interrumpidos por la muerte de Wagner, y Luis escondió las partituras antes de ser arrestado por demencia, perdiendo la ópera.
Gabriel participa de un viaje de cacería del club, y descubre evidencia de que Von Zell es un hombre lobo: Gabriel lo descubre comiendo restos humanos en un escondite en el bosque. Gabriel le revela esto a Von Glower quien, horrorizado por los hechos, decide ayudarlo a matarlo. Gabriel es mordido por el hombre lobo antes de que Von Glower llegue e, indeciso para disparar, le lanza a Gabriel su rifle. Gabriel mata al lobo antes de desmayarse, ahora infectado con licantropía. Grace llega a Munich y encuentra a Gabriel, quien está en cuarentena.
Grace y Gabriel se enteran de que Von Glower es el Black Wolf de hace cientos de años atrás; como fuente de la maldición, él es el «alfa» a quien Gabriel debe matar para curarse. En una carta, Von Glower confiesa haber infectado a Von Zell (quien después perdió su cordura) como intento fallido de tener un compañero, y le suplica a Gabriel como un alma gemela, pidiéndole que abrace la licantropía y se una a él como hombre lobo. Grace encuentra la partitura de la ópera perdida de Wagner, y se organiza un gran acto. La ópera es realizada con Von Glower en la audiencia, y, en el momento culminante de la ópera, Von Glower y Gabriel se convierten en lobos. Corren al sótano del teatro donde Grace y Gabriel meten a Von Glower en un incinerador, quemándolo vivo. Con su muerte, la licantropía de Gabriel es curada. Luego, Gabriel lamenta la pérdida de Von Glower, admirándolo a pesar de sus acciones. Él le asegura a Grace que no volverá a mantenerla a distancia durante los casos peligrosos.

## Desarrollo
El juego fue lanzado para PC y Macintosh. La versión de Macintosh utiliza un reproductor de video desarrollado por Sierra en lugar de una tecnología ya disponible como QuickTime, y tenía la tendencia de bloquearse o correr lento en los procesadores 680x0. Existe una reimpresión en DVD compatible con XP con películas desentrelazadas, pero es exclusiva del mercado italiano.
The Beast Within posee una trama mucho más compleja que su predecesor, Sins of the Fathers. Jane Jensen dijo que esto se debe a que los gráficos FMV «limitaron la interactividad que podíamos hacer. Yo traté de agregar específicamente más intriga a la trama, por lo que aunque la interactividad fuese más fácil, habría suficiente para mantener entretenida a la gente».
El papel de Gabriel Knight fue reasignado, ya que Jensen sintió que Tim Curry, quien le prestó su voz a Knight en Sins of the Fathers, no tenía la apariencia adecuada. Dean Erickson tomó el papel, y entregó una interpretación del personaje muy distinta a Curry. Erickson explicó que «no había forma de que pudiera hacer a Tim Curry porque... ya saben, Tim Curry es Tim Curry. Él era un poco más animado, o podrías decir que era más exagerado. Lo que él hacía requería eso. Lo que yo hacía requería algo un poco más con los pies en la tierra». Él clarificó que «[Curry] solo prestaba la voz de un personaje y, debido a la naturaleza de la animación, las voces a menudo necesitan ser más exageradas, porque tienen que impartir más de todo sin el aspecto visual de una persona real en pantalla».
Para prepararse para el papel, Erickson estudió intensivamente películas con personajes sureños y cintas de voz de dialectos sureños para hacer que su acento suene más natural. Disfrutó el papel y posteriormente dijo que si Gabriel Knight hubiese continuado como FMV de acción, habría hecho más.
La filmación para las cinemáticas fue hecha en California durante mediados de 1995. Erickson recordó que, debido a los límites del presupuesto del videojuego, se esperaba que los actores llegaran al set preparados para hacer una actuación perfecta; el director Will Binder no haría más de dos tomas de cualquier escena, salvo que fuese absolutamente necesario. Además, todos los audios de Erickson fueron grabados en un mismo día en el estudio de sonido.
Según Jensen, The Beast Within se gastó todo su «modesto... presupuesto original». Ella resumió que:

«Digamos que la lucha entre el presupuesto y el itinerario vs. los estándares de producción vs. historia y contenido fueron tan malas en GK2 como las experimenté alguna vez, no solo por tres meses más o menos, sino durante toda la fase de producción, por alrededor de 18 meses. Por 18 meses tuve la espada de Damocles - la amenaza definitiva de los diseñadores de la cancelación o los recortes serios y reestructuración colgaba sobre mi cabeza».

En Neuschwanstein, las pinturas reales en Singer's Hall fueron cambiadas para que se corresponda con la trama. La filmación de las cinemáticas fue documentada parcialmente en la serie británica Bad Influence!, llevando a la presentadora Violet Berlin a tener un breve cameo.
Según Todd Vaughn de PC Gamer US, el Gabriel Knight original no fue tan exitoso como Jensen lo hubiera querido. Sin embargo, señaló que antes del lanzamiento de The Beast Within «ella espera que la misma atención al desarrollo de personaje y puzles, junto con la nueva tecnología de video, logrará satisfacer a los jugadores de puzles más dedicados y llegar a un mayor público».

### Banda sonora
En cada juego de Gabriel Knight, el popular himno evangélico «When the Saints Go Marching In» puede ser oído, aunque de diferentes formas. En The Beast Within se lo puede oír cuando Gabriel visita Marienplatz en Munich.
Además de crear la banda sonora para el segundo juego junto a Jay Usher, el compositor de la serie, Robert Holmes, escribió la música para la escena de la ópera ficticia titulada «Der Fluch Des Engelhart» — la maldición de Engelhart en alemán.

## Recepción
En los Estados Unidos, The Beast Within fue el cuarto juego de computadora más vendido de enero de 1996, y el 17.º más vendido de los primeros seis meses de 1996. El juego y su predecesor, Gabriel Knight: Sins of the Fathers, vendieron un total de 300.000 copias para diciembre de 1998. Leslie Gornstein de Orange County Register escribió que estos números fueron «considerados un éxito en el mundo de las aventuras, de acuerdo con Jensen». En otro lugar, Jensen mostró frustración con el desempeño comercial de The Beast Within. Ella escribió que había esperado que llegara a un público más grande y mainstream, y comentó en retrospectiva, «creí que estaría entre los mejores diez. Y lo estuvo - por una semana». Jensen comentó además que el lanzamiento del juego en víspera de Navidad contribuyó a su mal rendimiento.
El juego fue muy bien recibido por los críticos; en GameRankings alcanzó un puntaje de 90,50% (basado en 6 reseñas). William R. Trotter de PC Gamer US escribió que «The Beast Within establece un nuevo estándar — dentro del género de aventura gráfica, en cualquier caso — para el entretenimiento interactivo». En Computer Gaming World, Johnny L. Wilson lo declaró similarmente «un punto de referencia para las aventuras gráficas».
El crítico Philip Jong de Adventure Classic Gaming le dio al juego 5 de 5 estrellas, diciendo que «es una aventura interactiva épica que triunfa tanto en jugabilidad como narración. Mezcla majestuosamente fantasía con un toque de historia de la vida real para añadir un grado incomparable de realismo a un juego de aventuras. Con este título, Sierra On-Line establece el estándar para desarrollar papeles protagonistas femeninos; Jensen debería ser elogiado por su desarrollo de un modelo femenino inteligente a seguir». Un crítico de Next Generation (revista) también aclamó al personaje de Grace, al igual que la actuación «apropiadamente sardónica» de Joanne Takahashi en el papel. Comparó al juego favorablemente con Phantasmagoria de Sierra (que utiliza el mismo motor), citando la gran cantidad de contenido en la jugabilidad y mejor escenario, y lo denominó una de las mejores aventuras gráficas debido a su «historia detallada y evolucionada con un sistema gráfico fácil de usar, pero sofisticado». Maximum comentó que «The Beast Within es una de las pocas [películas interactivas] que se las arreglan para captar la atención del jugador, en gran parte gracias a su trama interesante a lo largo del juego. Gráficamente, el juego también es bastante inteligente, los actores digitalizados funcionan bien con el paisaje generado por computadora donde están superpuestos».

### Premios
The Beast Within ganó el premio al «juego del año» de Computer Gaming World en 1995, y fue nombrado el mejor juego de aventuras de computadora de 1995 por Computer Games Strategy Plus, y el mejor de 1996 por GameSpot y PC Gamer US. También ganó el premio de GameSpot a la «mejor historia». Aclamándolo como «uno de los mejores juegos de aventuras de la historia», los editores de PC Gamer US escribieron que: «Si hubiera sido solo una película, The Beast Within fácilmente vencería al 99 por ciento de lo que pasa como terror en la pantalla grande hoy en día».[20] El personal de Computer Gaming World lo llamó «la continuación de una tradición brillante — la aventura gráfica como arte».
The Beast Within fue un finalista en los premios destacados a «mejor juego de aventuras/RPG», «mejor guion, historia o escritura interactiva» y «mejor uso de video» de la Computer Game Developers Conference en 1996. Sin embargo, estos premios fueron entregados respectivamente a The Elder Scrolls II: Daggerfall, You Don't Know Jack XL y Wing Commander IV. En 1996, GamesMaster calificó al juego en el 71.º puesto en su «Top 100 juegos de todos los tiempos».

## Legado
En 1998, The Beast Within fue adaptado a una novela por Jane Jensen. La adaptación a novela del primer juego es una adaptación directa de los eventos del juego, un abordaje que Jane Jensen decidió, en retrospectiva, que no fue la manera más exitosa de introducir a Gabriel Knight a un público literario. Para la segunda novela, ella «desechó la idea del juego y empezó de cero». Ambos libros se han dejado de imprimir desde 2010. Como parte de su campaña de Kickstarter de 2012 para financiar un nuevo juego de aventuras, Jensen ofreció ambas novelas de Gabriel Knight como ebooks a los patrocinadores que donaran $50 o más.
En 1996, Computer Gaming World declaró a The Beast Within el 17.º mejor juego de computadora de la historia, la posición más alta para cualquier aventura gráfica. Los editores declararon a Jane Jensen como «la Anne Rice interactiva». En 1998, PC Gamer US lo declaró el 27.º mejor juego de computadora jamás lanzado, y los editores escribieron que «supera al primer juego en emoción pura y esplendor gráfico». En el 2000, Computer Games Strategy Plus declaró a The Beast Within como una de las «10 aventuras gráficas esenciales», y lo llamó «probablemente el mejor juego de aventuras basado en videos jamás lanzado». En 2011, Adventure Gamers nombró a Gabriel Knight 2 el tercer mejor juego de aventuras jamás lanzado.
En una reseña de retrospectiva en 2004, Dan Ravipinto de Adventure Gamers llamó a The Beast Within «uno de los pocos juegos de computadora que realmente involucra un desarrollo personal y significativo en un personaje jugable. Fácilmente, uno de los mejores videojuegos Full Motion jamás hechos».
Escribiendo para Vice Media en 2021, Jess Morrissette acredita a la escritura del juego, las actuaciones, y las temáticas queer, llamando a The Beast Within una «obra maestra menor en los juegos de aventura».